# 天野八郎
天野 八郎（あまの はちろう、1831年（天保2年） - 1868年12月21日（明治元年11月8日））は、江戸時代後期、幕末期の幕臣である。幼名は林太郎。諱は忠告、号は斃止。妻はつね。子は1男1女。

## 生涯
上野国甘楽郡磐戸村の名主大井田吉五郎忠恕の次男。幼少時から学問や武道を修め、直心影流を学ぶ。1865年、江戸町火消し与力の広浜喜之進の養子となったが、翌1866年に離縁し、自ら旗本天野氏を称して天野八郎と名乗った。江戸へ移り、将軍徳川家茂上洛の際には警護のため上洛する。
1868年、京都において戊辰戦争の緒戦である鳥羽・伏見の戦いで幕府軍が敗れ、江戸城では幕臣の間で恭順派と抗戦派が対立する。八郎は再起を目指す幕府急進派の一員となり、渋沢成一郎が結成した彰義隊の副頭取となる。彰義隊は江戸の市民から慕われたが、無血開城後は内部で路線対立が起こり、八郎が抗戦を主張したため成一郎が脱退。このため、八郎が頭取として実権を持ち、上野寛永寺を本拠に置いて新政府軍に徹底抗戦しようとした。5月15日の上野戦争において新政府軍に敗れ、市中に潜んで再起を図ったが、密告で捕われ、獄中生活五か月余で病没。拷問に耐えて『斃休録』一巻を遺した。屍は小塚原に遺棄。享年38。
黒門口を守ろうと旗本など40余名をつれて山王台へと駆け上がり「いざ一戦」と後ろを見たら誰もいなかったという。この時の心境を「徳川氏の柔極まるを知る」と後に獄中で書き残している。
村民間の争いを仲裁したエピソードなどがある。「男なら決して横にそれず、ただ前進あるのみ」と言って将棋の駒の香車を好んだという。
墓所は東京都荒川区の円通寺（他の彰義隊士の墓、上野寛永寺黒門等　彰義隊に因む寺）。

## 著書
- 天野八郎『国立国会図書館デジタルコレクション 斃休録』1868年。
- 山崎有信「国立国会図書館デジタルコレクション 斃休録」『彰義隊戦史』隆文館、1904年。